# John Crowley (escritor)
John Crowley (Presque Isle, Maine; 1 de diciembre de 1942), es un escritor estadounidense de literatura fantástica y ciencia ficción. Se le conoce especialmente por su novela Little, Big (1981), que recibió el Premio Mundial de Fantasía a la mejor novela y por su tetralogía Ægypt. Escribió el ensayo bimensual Easy Chair en la Harper's Magazine durante un año; su última columna apareció en el número de febrero de 2016.

## Biografía
Crowley nació en Presque Isle (Maine) en 1942, donde su padre, oficial del Cuerpo Aéreo del Ejército de los Estados Unidos, estaba destinado por entonces. Vivió durante un tiempo en Vermont, un pueblo al noreste de Kentucky del noreste y posteriormente se trasladó a Indiana, donde cursó sus estudios de educación secundaria y se graduó en la Universidad de Indiana. Al graduarse se trasladó a la ciudad de Nueva York para hacer películas, y encontró trabajo en documentales, una ocupación que todavía ejerce. Publicó su primera novela, The Deep, en 1975. Desde 1993 da clases de escritura creativa en la Universidad Yale. En 1992 recibió el Premio en Literatura de la Academia Estadounidense de las Artes y las Letras.
Sus primeras novelas, The Deep (1975) y Beasts (1976), eran de ciencia ficción. Engine Summer (1979) fue nominada en 1980 para el American Book Award en la categoría de ciencia ficción, Fue incluido en la recopilación de David Pringle Science Fiction: The 100 Best Novels. En 1981 publicó Little, Big, que se incluyó en la secuela de Pringle Modern Fantasy: The 100 Best Novels.
En 1987 se embarcó en una ambiciosa novela de cuatro volúmenes, Ægypt, que incluía The Solitudes (publicada inicialmente como Ægypt), Love & Sleep, Dæmonomania y Endless Things, publicada en mayo de 2007. Esta serie y Little, Big fueron citadas cuando Crowley recibió La prestigiosa Academia Americana de Artes y Letras Premio a la Literatura.
Es beneficiario de una beca de la Fundación Ingram Merrill. A James Merrill, fundador de la organización, le encantaba Little, Big, e hizo publicidad elogiando a Crowley en la primera edición de Love & Sleep. Entre sus novelas recientes se encuentran The Translator, ganadora del Premio Flaiano (Italia); Lord Byron’s Novel: The Evening Land, que incluye toda una novela imaginaria del poeta; y Four Freedoms (2009), que trata sobre trabajadores en un complejo de construcción de maquinaria bélica de Oklahoma durante la Segunda Guerra Mundial.
Una recopilación de sus relatos cortos se recoge en tres volúmenes: Novelty (que incluye el relato ganador del Premio Mundial de Fantasía Great Work of Time), Antiquities y Novelties & Souvenirs, una antología que contiene casi toda su ficción corta hasta su publicación en 2004. Una colección de ensayos y reseñas titulada Other Words fue publicada a principios de 2007.
En 1989 Crowley y su esposa, Laurie Block, fundaron Straight Ahead Pictures para producir medios de comunicación (cine, video, radio e internet) sobre la historia y la cultura estadounidenses. Crowley ha escrito guiones para cortometrajes y documentales y muchos documentales históricos para la televisión pública; su trabajo ha recibido numerosos premios y exhibido en el Festival de Cine de Nueva York, el Festival Internacional de Cine de Berlín y muchos otros. Entre sus guiones se encuentran The World of Tomorrow (sobre la Exposición Mundial de 1939), No Place to Hide, The Hindenburg (para la HBO), o FIT: Episodes in the History of the Body.
La correspondencia de Crowley con el crítico literario Harold Bloom, y su mutuo reconocimiento, llevó a Crowley a ocupar un puesto en la Universidad Yale en 1993, donde da clases de ficción utópica, escritura de ficción y escritura de guiones. También dio clases en el Clarion West Writers Workshop, un programa intensivo para escritores que preparan sus carreras profesionales en los géneros de ciencia ficción y fantasía y que se celebra anualmente en Seattle, Washington.

## Premios
- 1982: Premio Mundial de Fantasía a la Mejor Novela y Premio Mythopoeic de Literatura Fantástica por Little, Big.[6]
- 1990: Premio Mundial de Fantasía a la Mejor Novela por Great Work of Time.[6]
- 1992: Premio en Literatura de la Academia Estadounidense de las Artes y las Letras.[2]
- 1997: Premio Locus al mejor relato corto por Gone.[6]
- 1999: Grand Prix de l'Imaginaire de novela extranjera por La Grande oeuvre du temps, edición en francés de Great Work of Time (traducción de Monique LeBailly).[6][7]
- 2003: Premio Superflaiano di Letteratura (Italia) por The Translator.[8][2]
- 2006: Premio Mundial de Fantasía a la Trayectoria.[6][9]